# Sísi (Lassíthi)
Sísi, en grec moderne : Σίσι, est un village balnéaire du dème d'Ágios Nikólaos, dans le district régional de Lassíthi de la Crète, en Grèce. Selon le recensement de 2011, la population de Sísi compte 1 003 habitants. 
Le village est situé à une distance de 22 km d'Ágios Nikólaos et 35 km de Héraklion, à proximité de Mália, à la limite des districts régionaux de Lassíthi et Héraklion.

## Source de la traduction
- (el) Cet article est partiellement ou en totalité issu de l’article de Wikipédia en grec moderne intitulé « Σίσι Λασιθίου » (voir la liste des auteurs).